# Leandro Marín
Leandro Lucas Marín, né le 22 janvier 1992 à Neuquén (Argentine), est un footballeur argentin, qui évolue au poste de défenseur au CA Patronato.

## Biographie

### En club
Avec le club de Boca Juniors, il participe à la Copa Libertadores et à la Copa Sudamericana. Il est demi-finaliste de la Copa Sudamericana en 2014 avec Boca.
Avec l'équipe de l'Arsenal de Sarandí, il participe également à la Copa Sudamericana.

### En équipe nationale
Avec les moins de 17 ans, il participe au championnat sud-américain des moins de 17 ans en 2009. L'Argentine est battue en finale par le Brésil aux tirs au but.
Il dispute ensuite la Coupe du monde des moins de 17 ans 2009 organisée au Nigeria. Lors du mondial junior, il joue quatre matchs. L'Argentine est battue en huitièmes de finale par la Colombie.